# توم هاريل
توم هاريل (بالإنجليزية: Tom Harrell)‏ هو عازف جاز وملحن أمريكي، ولد في 16 يونيو 1946 في أوربانا في الولايات المتحدة.

## وصلات خارجية
- الموقع الرسمي
- توم هاريل على موقع الموسوعة البريطانية (الإنجليزية)
- توم هاريل على موقع ميوزك برينز (الإنجليزية)
- توم هاريل على موقع أول ميوزيك (الإنجليزية)
- توم هاريل على موقع ديسكوغز (الإنجليزية)